# المجتمع خطر

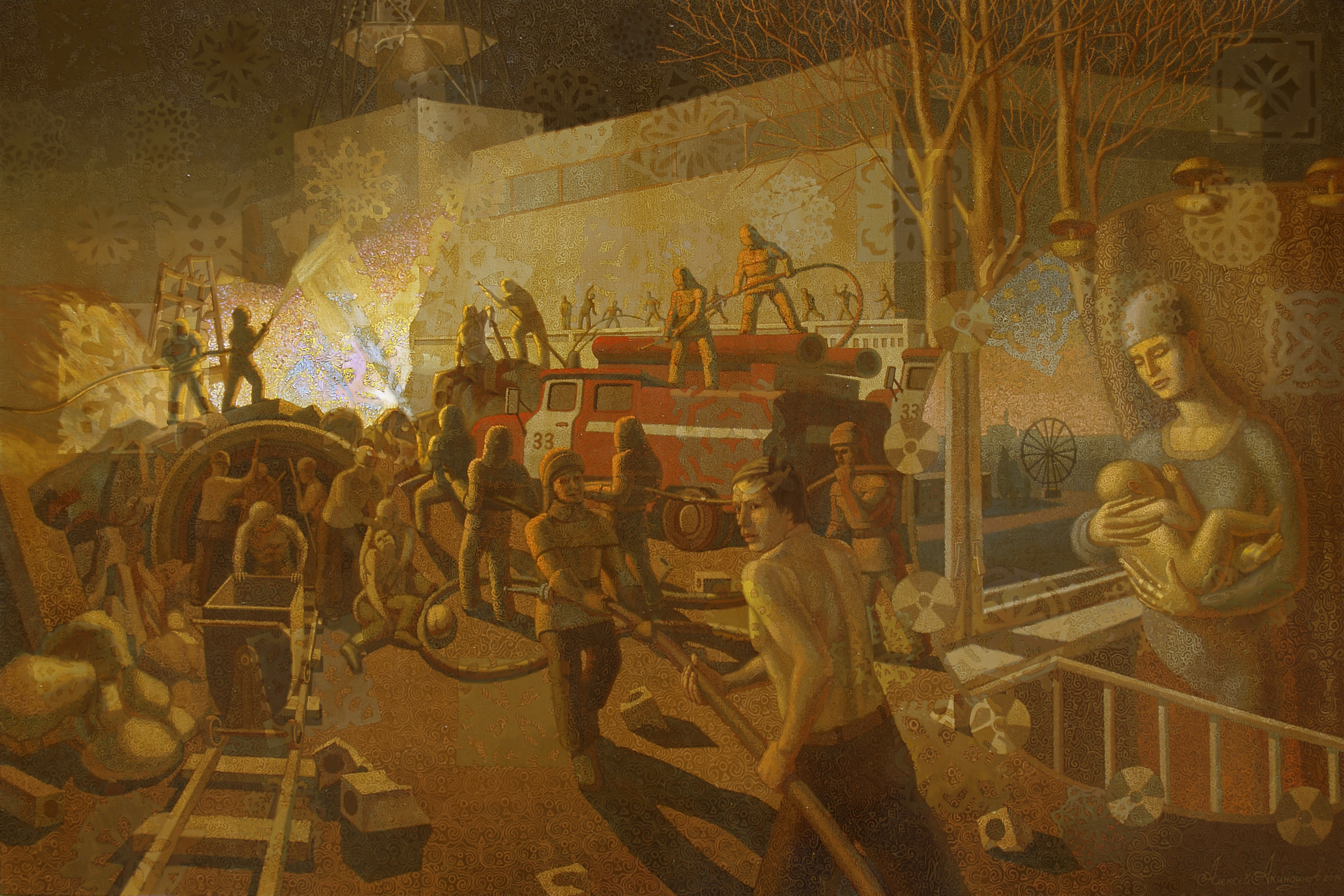

«مجتمع المخاطر» هو مصطلح برز خلال التسعينات لوصف الطريقة التي يقوم فيها المجتمع الحديث بالاستجابة المخاطر. المصطلح يرتبط ارتباطاً وثيقا بمفتاح العديد من الكتاب عن الحداثة، ولا سيما أنتوني غيدنز وأولريش بيك. وكانت شعبية هذا المصطلح خلال فترة التسعينات على حد سواء نتيجة لعلاقاتها مع الاتجاهات في التفكير على نطاق أوسع الحداثة  وأيضا لارتباطها بالحديث الشعبي، خاصة في المخاوف البيئية المتزايدة خلال هذه الفترة.

## تعريف
ووفقا لعلماء الاجتماع أنتوني غيدنز، مجتمع خطر هومجتمع متزايد مشغولة بالمستقبل (وأيضا مع السلامة)، مما يولد فكرة الخطر،" بينما عالم الاجتماع الألماني أولريش بيك عرفه على انه بطريقة منهجية للتعامل مع المخاطر وانعدام الأمن الناجم ويتم عرضه من قبل الحداثة نفسها.
خلفية
 كلا من الكتاب تناول هذه الظاهرة بحزم من منظور الحداثة «، وهو مصطلح اختزال للمجتمع الحديث أو الحضارة الصناعية... الحداثة هي إلى حد كبير أكثر دينامية من أي نوع سابق من النظام الاجتماعي، وهو مجتمع... والتي تختلف عن أية ثقافة السابقة حياة في المستقبل بدلا من الماضي». [4] ولفت أيضا إلى حد كبير على مفهوم الفعل المنعكس، الفكرة القائلة بأن كمجتمع يفحص نفسه، فإنه في المقابل التغييرات نفسها في هذه العملية. 

## الآثار المترتبة عليها
ويقول هذان الباحثان أنه بينما البشر تعرضوا دائماً على درجة من المخاطرة-مثل الكوارث الطبيعية -هذه قد تم ينظر عادة ما أنتجته قوات غير البشرية. المجتمعات الحديثة، ومع ذلك، يتعرض للمخاطر مثل التلوث والأمراض المكتشفة حديثا، الجريمة، التي هي نتيجة لعملية تحديث نفسها. غيدنز يعرف هذان النوعان من مخاطر s المخاطر الخارجية والمصنعة من المخاطر. المخاطر المصنعة تتسم بمستوى عال من الوكالة البشرية المشاركة في كل المنتجة، والتخفيف من حدة هذه المخاطر.